# Jason deCaires Taylor
Jason deCaires Taylor (* 12. August 1974) ist ein britischer bildender Künstler, der für seine Unterwasserinstallationen bekannt ist.

## Leben
Taylor ist der Sohn eines englischen Vaters und einer guyanischen Mutter. Einen Teil seiner Kindheit verbrachte er in Malaysia, wo er das Tauchen erlernte. In seiner Jugend schuf er Graffiti, später arbeitete er als Tauchlehrer auf unterschiedlichen Tauchbasen weltweit. Im Jahr 1998 schloss er ein Studium am Camberwell College of Arts (University of the Arts London) mit dem Bachelor of Arts Honours in Skulptur und Keramik ab. Später erlernte er in der Kathedrale von Canterbury traditionelle Steinbildhauerei und arbeitete für fünf Jahre in der Veranstaltungs- und Bühnentechnik.
Mit diesen Erfahrungen begann er im Jahr 2006, Betonskulpturen zu erschaffen, die er im Meer versenkte mit dem Ziel, künstliche Riffe in der Karibik zu schaffen und auf die Misere der Korallenriffe aufmerksam zu machen. Taylor hält den Rekord für die meisten Kunstinstallationen unter Wasser. Der Künstler hat weltweit über 12 Kunstinstallationen initiiert, die aus Hunderten von einzelnen Skulpturen bestehen. Dazu gehört auch die 2014 von ihm geschaffene, 5 m hohe Statue Ocean Atlas vor der Küste von Nassau, welche die größte Unterwasser-Figurenskulptur ist.
Gegenwärtig gründet Taylor das Museo Subacuático del Arte (MUSA) (deutsch: „Unterwasserkunstmuseum“) in Cancún (Mexiko).

## Sonstiges
Der US-Rocksänger Eddie Vedder wählte Taylors Skulptur The Lost Correspondent als Cover seines Solo-Albums Ukulele Songs (2011).

## Werke
Karibik – Grenada

„Der Traum Sammler“ [aus dem Spanischen übersetzt] im Museo Subacuático del Arte

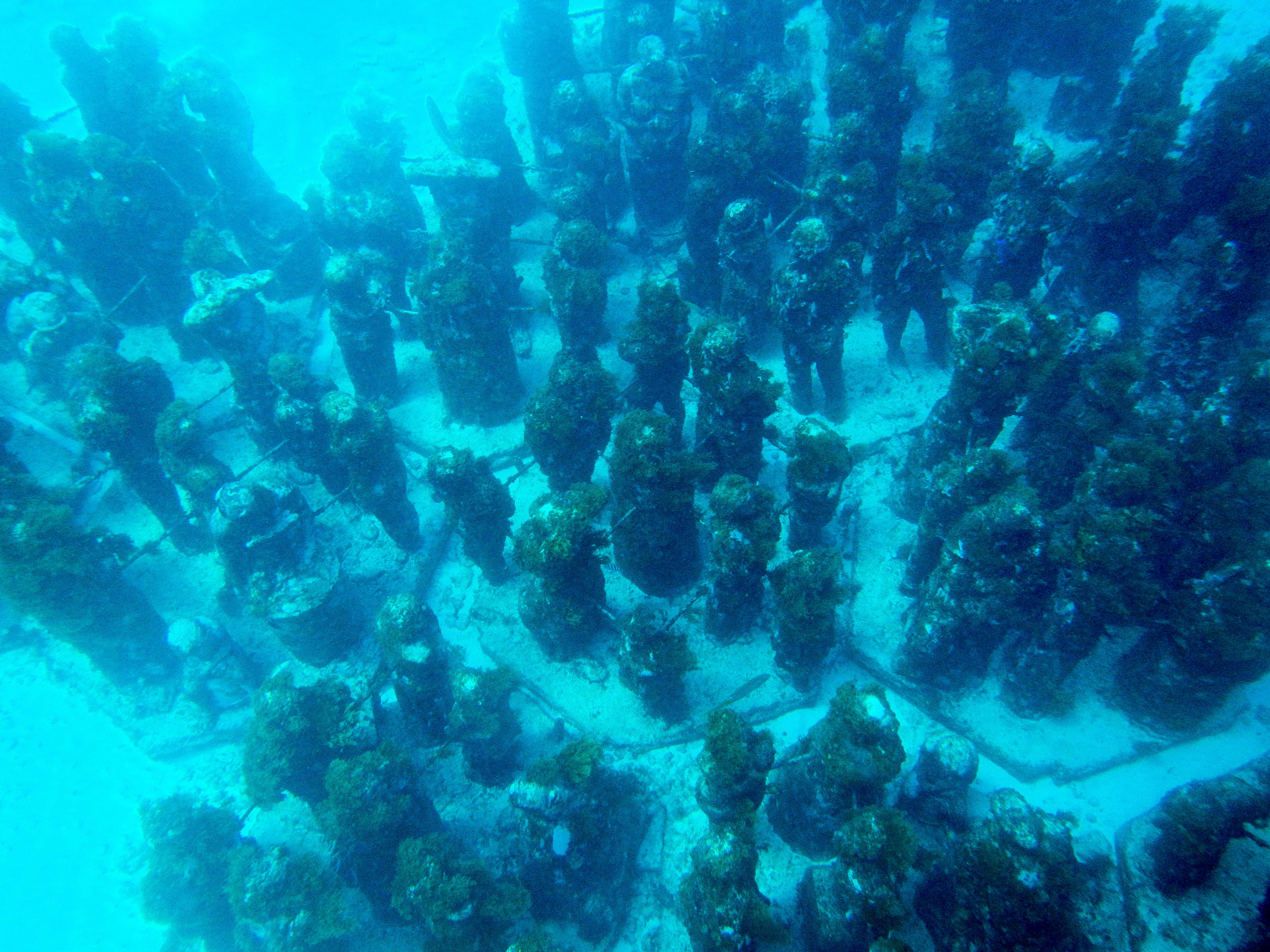
„Die stille Revolution“ [aus dem Spanischen übersetzt] im Museo Subacuático del Arte

- Vicissitudes, 26 lebensgroße Figuren, in 5 m Wassertiefe vor Grenada
- The Un-still Life, in 8 m Wassertiefe vor Grenada
- Grace Reef, in 5 m Wassertiefe vor Grenada
- The Lost Correspondent, in 8 m Wassertiefe vor Grenada
- Sienna, in 5 m Wassertiefe vor Grenada
- The Fall from Grace, in 6 m Wassertiefe vor Grenada
- TamCC project, in 2 m Wassertiefe vor Grenada, Gemeinschaftsprojekt mit dem T.A. Marryshow Community College, 2007

Karibik – Mexiko
- Hombre en Llamas (Man on Fire), in 9 m Wassertiefe vor Cancún/Isla Mujeres, Mexiko
- El Coleccionista de Sueños (Dream Collector), in 9 m Wassertiefe vor Cancún/Isla Mujeres, Mexiko
- La Jardinera del la Esperanza (The Garden of Hope), in 4 m Wassertiefe vor Punta Nizuc, Mexiko
- La Evolución Silenciosa (The Silent Evolution), 400 lebensgroße Figuren, in 9 m Wassertiefe vor Cancún/Isla Mujeres, Mexiko, 2010–2011

Vereinigtes Königreich
- Alluvia, im Great Stour (Fluss), nahe der Westgate Bridge in Canterbury
- Inverted Solitude, Binnengewässer beim The National Diving and Activities centre in Chepstow, 1,5 m Wassertiefe[1]